# Petrus Argillander
Petrus Argillander, född i Svinstads socken, Östergötlands län, död 18 december 1652 i Örtomta socken, Östergötlands län, var en svensk präst.

## Biografi
Petrus Argillander föddes på Lerboga i Svinstads socken. Han var son till bonden Måns. Argillander blev 27 augusti 1625 student vid Uppsala universitet, Uppsala och prästvigdes 5 februari 1629 till huspredikant hos lagmannen Peder Gustafsson Banér på Tuna och Ekenäs slott. Han blev 1632 komminister i Vårdsbergs församling, Vårdsbergs pastorat och blev 1642 kyrkoherde i Örtomta församling, Örtomta pastorat. Argillander avled 18 december 1652 i Örtomta socken.

### Familj
Argillander gifte sig med Kerstin Johansdotter Trast. Hon var dotter till kyrkoherden i Frötuna socken. De fick tillsammans barnen Sveno Argillander, Christina, Hebla (1639–1706), Johan (född 1643), Cecilia (1645–1647), Magnus Öring (1647–1685), Cecilia, Petrus (född 1651) och Cnut (död 1652). Samtliga barn utom Sveno tog efternamnet Öring. Efter Argillanders död gift Kerstin Johansdotter Trast om sig med kyrkoherden Johannes Loftander i Örtomta socken.